# Coevolució
La coevolució és el fenomen d'adaptació evolutiva mútua produïda entre dues o més espècies d'éssers vius com a resultat de la seva influència recíproca per relacions com la simbiosi, el parasitisme, la pol·linització, o les interaccions entre preses i depredadors.
En la coevolució, els canvis evolutius d'una espècie resulten en una pressió sobre el procés de selecció de les altres espècies, el resultat de la qual es converteix al seu torn en un procés de contraadaptació adquirida que influeix en l'esdevenir evolutiu de la primera espècie.

## Teoria
El concepte fou postulat per l'investigador Daniel Janzen el 1980 com «el procés pel qual dos o més organismes exerceixen pressió de selecció mútua i sincrònica, en el temps geològic, que resulta en adaptacions específiques recíproques».
El coneixement de la coevolució és un focus d'atenció pel suport d'investigacions en epidemiologia mèdica, patologia botànica i control biològic.

## Exemples de coevolució

### Simbiogènesi
La simbiogènesi és un fenomen biològic evolutiu que es produeix quan una associació simbiòtica estreta i permanent entre dos organismes vius deriva, per coevolució, en un sol sistema biològic tan estrictament integrat que els seus components originals no poden existir ja de manera separada. En son un exemple els eucariotes (plantes, animals, fongs i protoctists) desenvolupats per simbiogènesi a partir d'una simbiosi entre bacteris i arqueus. Una evidència d'això inclou el fet que els mitocondris i els cloroplasts es divideixen independentment de la cèl·lula i l'observació que alguns orgànuls semblen tenir el seu propi genoma.
La biòloga Lynn Margulis, famosa pel treball sobre l'endosimbiosi, va defensar que la simbiosi és un dels principals motors de l'evolució. Va considerar que la noció de Darwin sobre l'evolució, impulsada per la competència, era incompleta i va afirmar que l'evolució es basa fortament en la cooperació, la interacció i la dependència mútua entre els organismes. Segons Margulis i el seu fill Dorion Sagan, «La vida no es va fer càrrec del món mitjançant el combat, sinó per la cooperació».

### Relacions co-evolutives

#### Plantes amb flor
Les flors van aparèixer i es van diversificar relativament de sobte en el registre fòssil, creant el que Charles Darwin va descriure com el «misteri abominable» de com havien evolucionat tan ràpidament; va considerar que la coevolució podria ser l'explicació. Va mencionar per primera vegada la coevolució com a possibilitat a l'Origen de les Espècies i va desenvolupar el concepte per a Fertilització d'orquídies (1862).

##### Insectes i flors entomòfiles

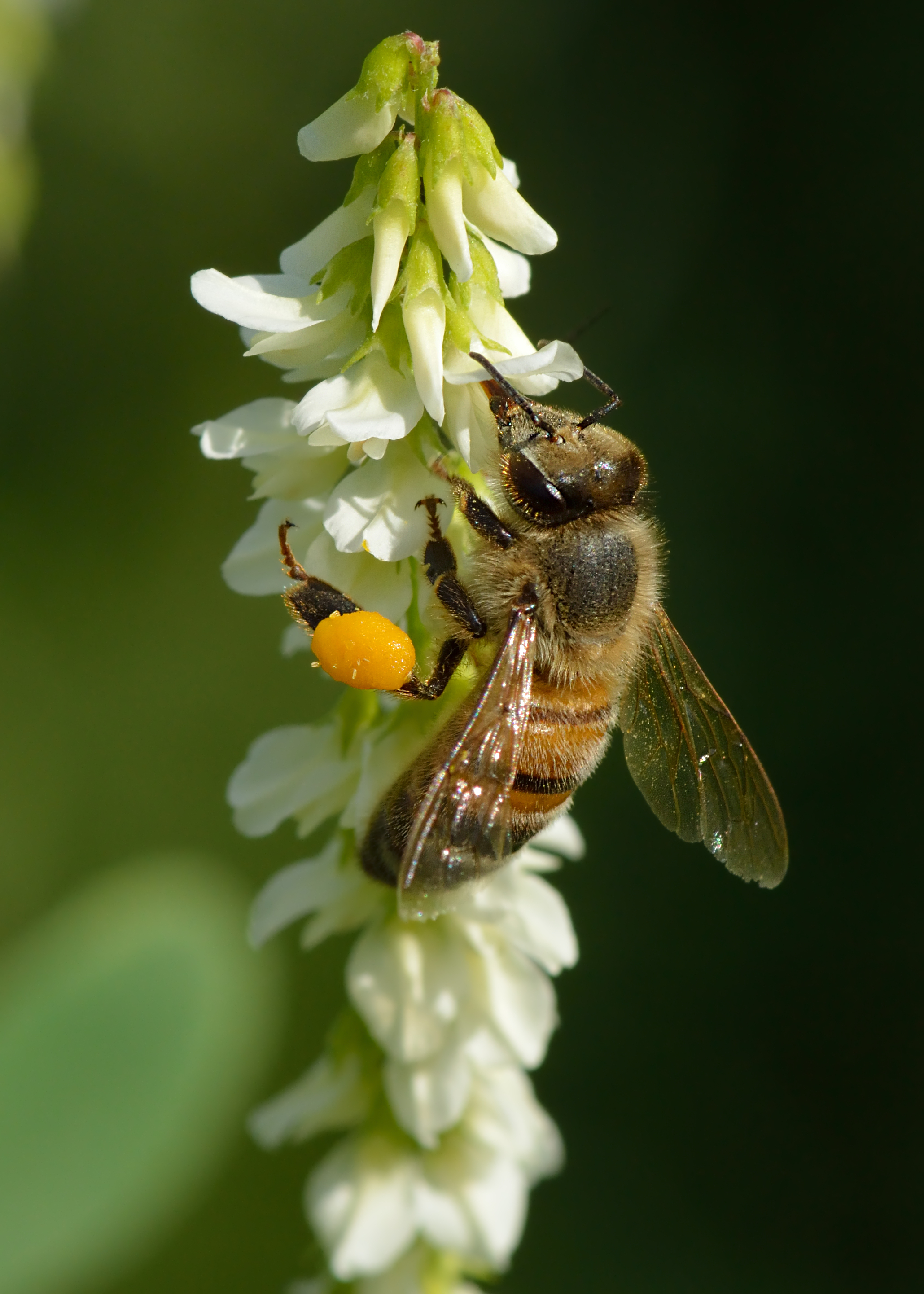
Abella de mel que pren una recompensa de nèctar i recopila el pol·len a les seves corbícules de flors del meillot blanc.

Les flors modernes amb pol·linització dels insectes (entomofíl·lies) estan marcadament coadaptades amb insectes per assegurar la pol·linització i per recompensar els pol·linitzadors amb nèctar i pol·len. Els dos grups hi han coevolucionat durant més de 100 milions d'anys, creant una complexa xarxa d'interaccions. O bé van evolucionar junts, o en algunes etapes posteriors, es van unir, probablement amb les adaptacions prèvies, i es van adaptar mútuament. El terme coevolució va ser creat per Paul R. Ehrlich i Peter H. Raven el 1964, per descriure les interaccions evolutives de plantes i papallones.
Diversos grups d'insectes, especialment els himenòpters (vespes, abelles i formigues) i lepidòpters (papallones), així com molts tipus de dípters (mosques) i coleòpters (escarabats), van participar juntament amb plantes florals durant el Cretaci (fa entre 145 i 66 milions d'anys). Les primeres abelles, importants pol·linitzadors actuals, van aparèixer al principi del Cretaci. Un grup de vespes germanes de les abelles va evolucionar al mateix temps que les plantes amb flors, com van fer els Lepidòpters. A més, tots els grans clades d'abelles van aparèixer per primera vegada entre el Cretaci mitjà i tardà, simultàniament amb la radiació adaptativa dels eudicots (tres quartes parts de totes les angiospermes), i en el moment en què les angiospermes es van convertir en les plantes dominants del món a la terra.
Almenys tres aspectes de les flors semblen haver coevolucionat entre plantes florals i insectes, perquè impliquen la comunicació entre aquests organismes. En primer lloc, les flors es comuniquen amb els seus pol·linitzadors a través de l'olor; els insectes utilitzen aquest aroma per determinar a quina distància es troba d'una flor, apropar-s'hi i identificar on aterrar i finalment alimentar-se. En segon lloc, les flors atrauen els insectes amb patrons de ratlles que generen els beneficis del nèctar i el pol·len, amb colors com el blau i l'ultraviolat, als quals els seus ulls són sensibles; en canvi, les flors pol·linitzades pels ocells solen ser de color vermell o taronja. En tercer lloc, flors com algunes orquídies imiten a les femelles d'insectes determinats, enganyant els homes a la pseudocopulació.
La iuca, Yucca whipplei, és pol·linitzada exclusivament per Tegeticula maculata, una arna de iuca que depèn de la iuca per a la seva supervivència. L'arna menja les llavors de la planta, tot recollint pol·len. El pol·len ha evolucionat fins a arribar a ser molt enganxós i roman a les parts de la boca quan l'arna es trasllada a la següent flor. La iuca proporciona un lloc perquè l'arna pon els ous, a les profunditats de la flor, lluny dels possibles depredadors.

##### Ocells i flors ornitòfiles

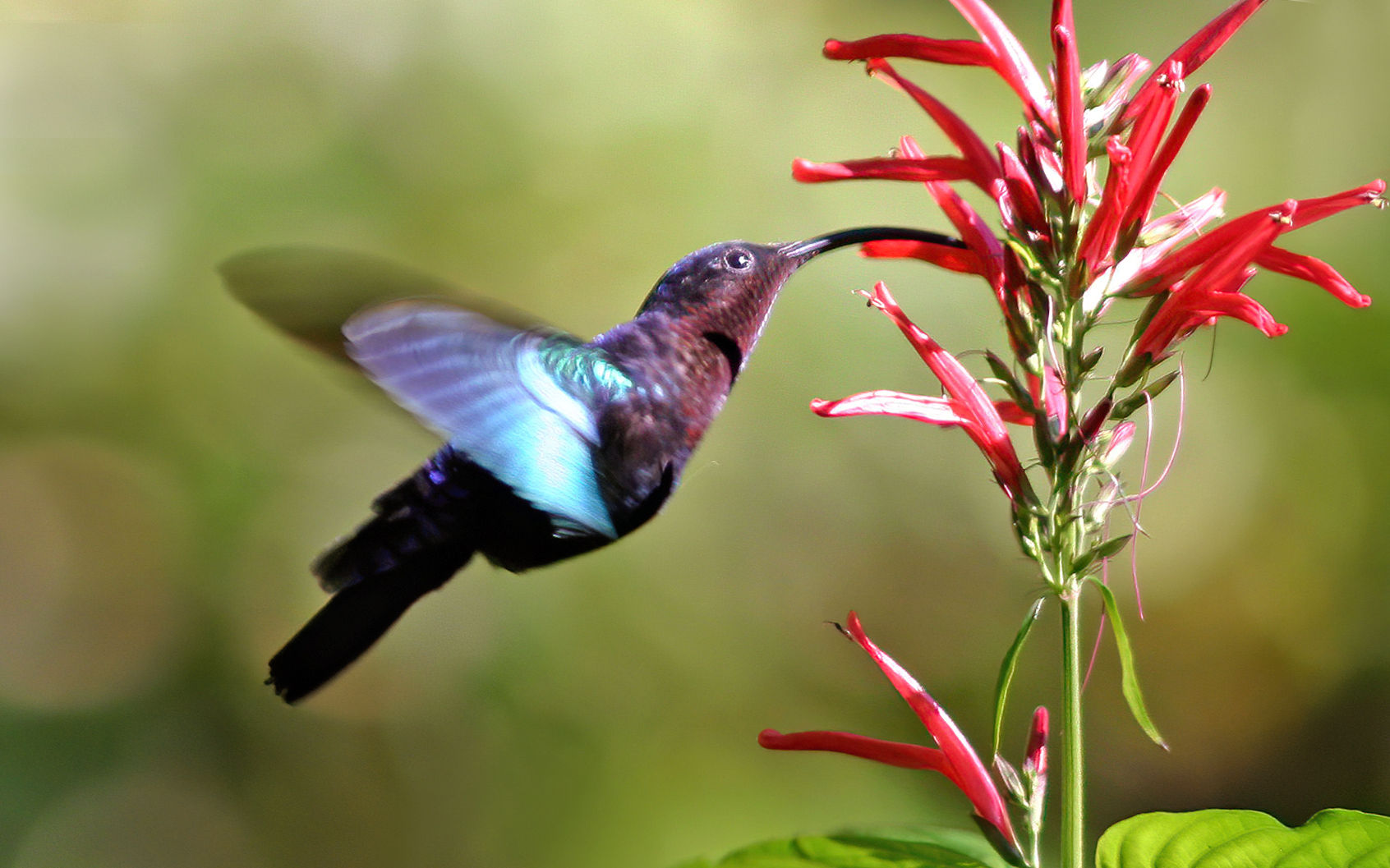
Colibrí caribeny de gorja morada que alimenta i pol·linitza una flor.

Els colibrís i les flors ornitòfiles (amb pol·linització d'aus) han evolucionat en una relació mutualista. Les flors tenen un nèctar adequat a la dieta dels ocells, tenen un color que s'adapta a la visió i una forma s'adapta a la de les factures dels ocells. Els temps de floració de les flors també conincideixen amb les estacions de reproducció dels colibrís. Les característiques florals de les plantes ornitòfiles varien molt entre elles en comparació amb espècies pol·linitzades per insectes estretament relacionades. Aquestes flors també solen ser més ornamentades, complexes i vistoses que els homòlegs pol·linitzats per insectes. És generalment d'acord que les plantes van formar relacions coevolucionàries amb els insectes primer i que les espècies ornitòfiles es van divergir més endavant. No hi ha gaire suport científic per a casos d'inversió d'aquesta divergència: des d'ornitòfies fins a la pol·linització d'insectes. La diversitat del fenotip floral en espècies ornitòfiles i la relativa coherència observada en espècies pol·linitzades per abelles es poden atribuir a la direcció del canvi en la preferència dels pol·linitzadors.
Les flors han convergit per aprofitar ocells similars. Les flors competeixen pels pol·linitzadors i les adaptacions redueixen efectes desfavorables d'aquesta competició. El fet que les aus puguin volar durant les inclemències del temps fa que siguin pol·linitzadors més eficients on les abelles i altres insectes estarien inactius. Per aquesta raó, l'ornitofília hauria pogut sorgir en entorns aïllats amb una pobra colonització d'insectes o zones amb plantes que floreixen a l'hivern. Les flors que pol·linitzen les aus solen tenir volums més elevats de nèctar i una producció més elevada de sucre que els pol·linitzats per insectes. Això compleix els alts requeriments d'energia dels ocells, els determinants més importants de l'elecció de les flors. Als Mimulus, un augment del pigment vermell en els pètals i el volum de nèctar de les flors redueix notablement la proporció de pol·linització per les abelles en contraposició als colibrís; mentre que la superfície més gran de les flors augmenta la pol·linització de les abelles. Per tant, els pigments vermells de les flors de Mimulus cardinalis poden funcionar principalment per descoratjar la visita d'abelles. Als Penstemon, els trets florals que desaconsellen la pol·linització de les abelles poden ser més influents en el canvi evolutiu de les flors que les adaptacions proocells, però l'adaptació a les aus i allunyades de les abelles pot ocórrer alhora. Tot i això, algunes flors com les Heliconia angusta semblen no ser tan específicament ornitòfiles com s'havia suposat: l'espècie és visitada ocasionalment (151 visites en 120 hores d'observació) per les abelles picades de Trigona. Aquestes abelles són en gran manera robadors de pol·len en aquest cas, però també poden servir de pol·linitzadors.
Després de les seves respectives temporades de reproducció, diverses espècies de colibrís es produeixen a les mateixes localitats de l'Amèrica del Nord, i diverses flors de colibrí floreixen simultàniament en aquests hàbitats. Aquestes flors han convergit en una morfologia i un color comuns perquè són efectives per atraure els ocells. Les diferents longituds i curvatures dels tubs de corol·la poden afectar l'eficiència de l'extracció en espècies de colibrís en relació amb les diferències en la morfologia de la factura. Les flors tubulars obliguen un ocell a orientar la seva factura d'una manera determinada quan sonden la flor, sobretot quan la factura i la corol·la són corbes. Això permet a la planta situar el pol·len a una determinada part del cos de l'ocell, permetent una coadaptació morfològica.
Les flors ornitòfiles han de ser visibles per a les aus. Les aus tenen la seva més gran sensibilitat espectral i la seva millor discriminació de la tonalitat a l'extrem vermell de l'espectre visual, tan vermell els resulta especialment visible. Els colibrís també poden veure «colors» ultraviolats. La prevalença de patrons d'ultraviolats i guies de nèctar en flors entomòfiles (contaminades amb insectes) pobres de nèctar avisa l'ocell perquè eviti aquestes flors. Cadascuna de les dues subfamílies de colibrís, les Phaethornithinae (ermitans) i les Trochilinae (troquilins), ha evolucionat conjuntament amb un conjunt particular de flors. La majoria de les espècies Phaethornithinae s'associen a grans herbes monocotiledònies, mentre que les Trochilinae prefereixen espècies vegetals dicotiledònies.

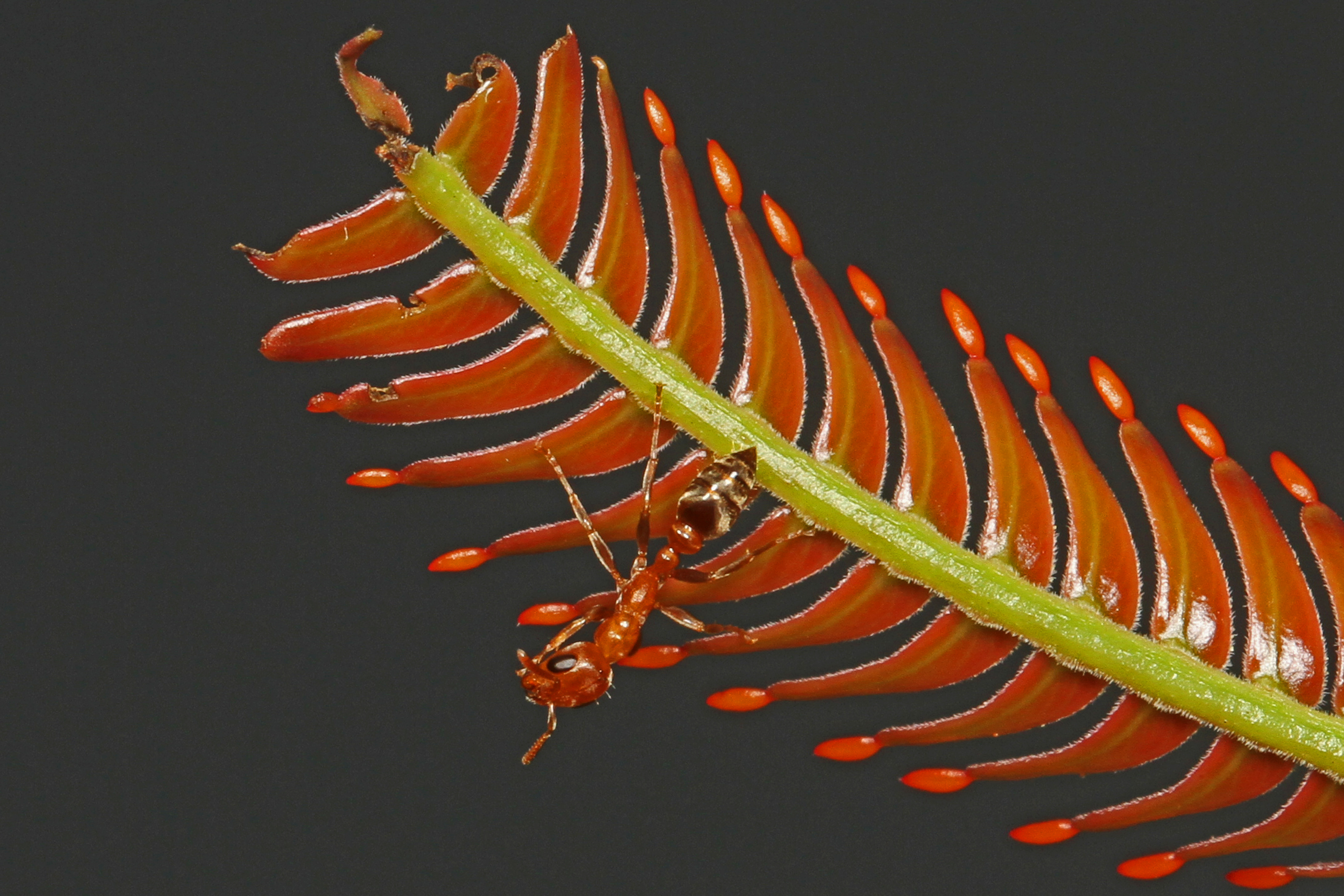
Una formiga pseudomorfa a l'acàcia d'espina de bou (Vachellia cornigera) amb cossos bel·lians que proporcionen proteïnes a les formigues.

#### Micorrizes
Una micorriza és una relació simbiòtica entre una planta verda i un fong.

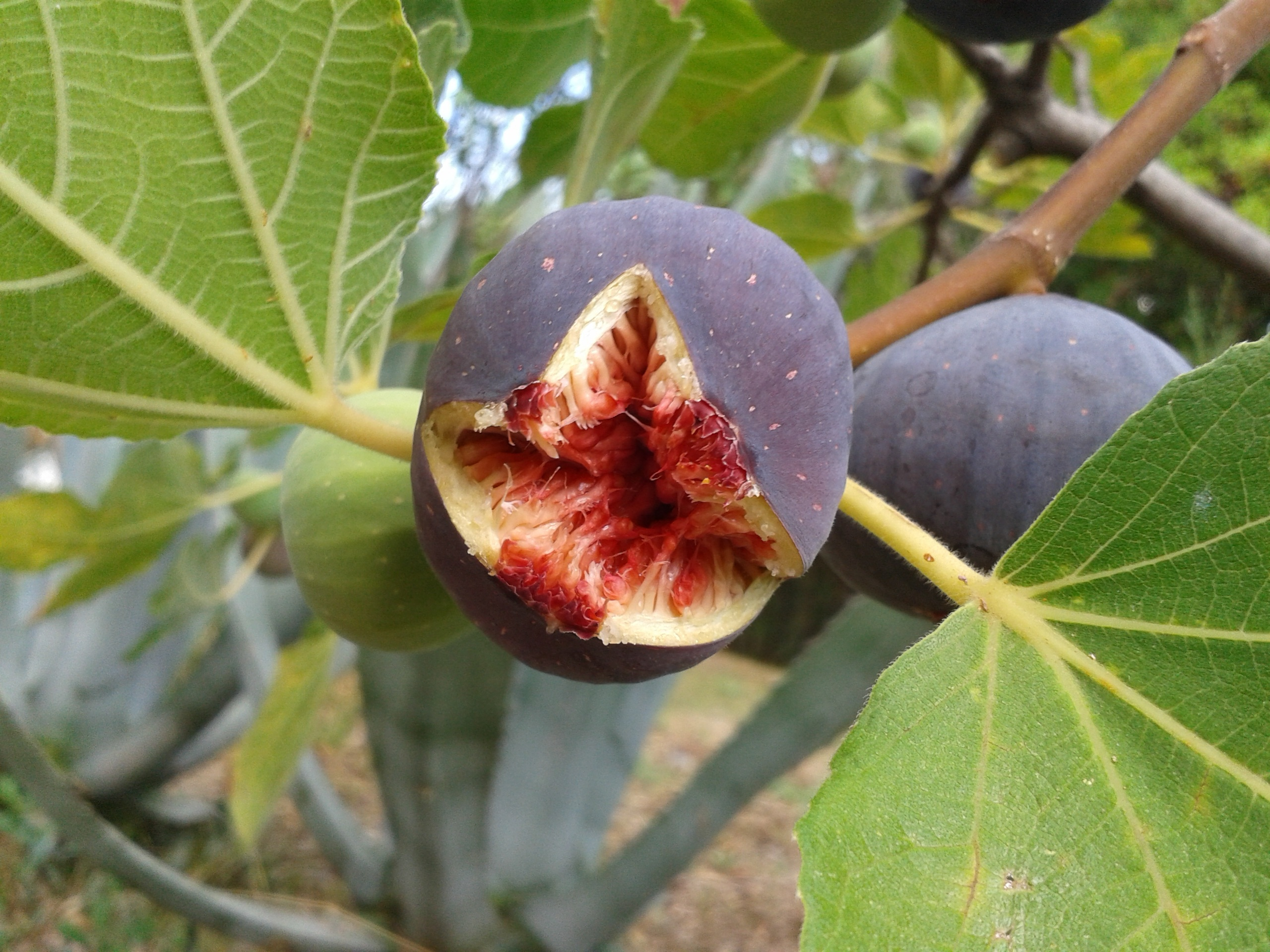
Una figa és pol·linitzada per la vespa de la figa. (Blastophaga psenes)

En una associació amb micorrizes els fongs colonitzen les arrels de la planta hoste, ja sigui de forma intracel·lular com passa en els anomenats fongs micorizítics arbusculars (AMF arbuscular mycorrhizal fungi), o extracel·lularment en els anomenats fongs ectomicorizítics. Les micorrizes són un component important en la vida i la química del sòl.
En aquesta relació la planta fabrica molècules orgàniques com els sucres mitjançant la fotosíntesi i les subministra al fong, i el fong subministra a la planta aigua i nutrients minerals, com el fòsfor, presos del sòl. Les micorrizes es troben a les arrels de les plantes vasculars, però també hi ha associacions similars a les micorrizes en els briòfits i hi ha proves fòssils que les plantes terrestres primerenques que mancaven d'arrels formaven associacions micorrícoles arbusculars. La majoria de les espècies vegetals formen associacions micorrítiques, tot i que algunes famílies com les Brassicàcies i les Quenopodiàcies no poden. El més comú és el tipus arbuscular present en el 70% de les espècies vegetals, incloent moltes plantes de cultiu com el blat i l'arròs.
Al voltant del 80% de les plantes vasculars a tot el món formen relacions simbiòtiques amb els fongs, en particular en les micorrizes arbusculars.

#### Pol·linització
Les plantes florals i els animals que les pol·linitzen han co-evolucionat. Moltes plantes que són pol·linitzades per insectes (entomòfils), ratpenats o ocells (ornitòfils) tenen flors altament especialitzades modificades per promoure la pol·linització per un pol·linitzador específic que s'adapta adequadament.
Les primeres plantes florals del registre fòssil van tenir flors relativament simples. L'especiació adaptativa va donar lloc ràpidament a molts grups diversos de plantes i, alhora, es va produir l'especiació corresponent en determinats grups d'insectes. Alguns grups de plantes van desenvolupar nèctar i gran pol·len enganxós, mentre que els insectes van evolucionar a morfologies més especialitzades per accedir i recollir aquestes riques fonts d'aliments. En alguns tàxons de plantes i insectes, la relació ha estat dependent on l'espècie vegetal només pot ser pol·linitzada per una espècie d'insecte.

#### Formigues d'acàcies i acàcia
La formiga d'acàcia (Pseudomyrmex ferruginea) és una formiga vegetal obligada que protegeix almenys cinc espècies d'Acàcia (Vachellia) a partir d'insectes predadors i de plantes que competeixen per la llum solar i l'arbre proporciona alimentació i aixopluc per a la formiga i les seves larves.